# Jean Becker

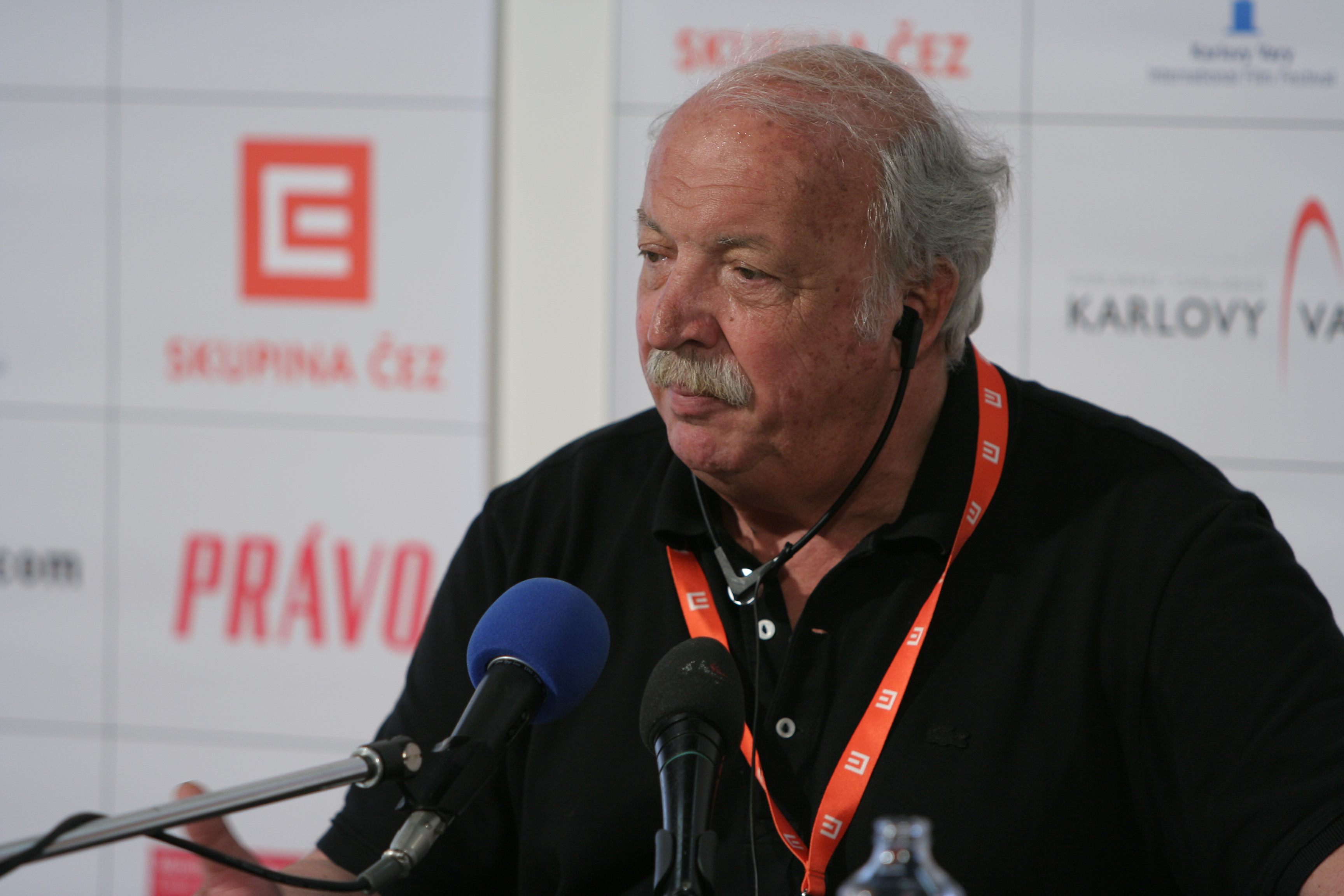
Jean Becker al Festival Internacional de Cinema de Karlovy Vary (2007).

Jean Becker (París, 10 de maig de 1938) és un director, actor i guionista de cinema francès. És fill del director Jacques Becker i germà del director de fotografia Étienne Becker.

## Biografia
Comença la seva carrera com a ajudant de direcció del seu pare a Touchez pas au grisbi (1953), Montparnasse 19 (1958) i Le Trou (1959), i posteriorment amb Julien Duvivier i Henri Verneuil.
Després de la defunció del seu pare, en finalitzar L'evasió, Jean es llança a l'aventura de la direcció amb Un home anomenat La Rocca (Un nommé La Rocca, 1961) amb Jean-Paul Belmondo, al qual torna a dirigir a Echappement libre ('1964) i Tendre voyou (1966), pel·lícules que obtindran un bon acolliment entre el públic.
Després de dirigir la comèdia Pas de caviar pour tante Olga (1965) i la reeixida sèrie de televisió Les Saintes Chéries, fa una llarga pausa de gairebé vint anys abans de tornar al primer pla del món cinematogràfic amb L'Été meurtrier (1983) amb Isabelle Adjani i Alain Souchon. La pel·lícula obté un enorme èxit i és candidata en Canes a la Palma d'Or i als César.
En 1986, obté el Cèsar al millor film publicitari per Le Clemenceau, una publicitat per Citroën Visa GTI ridada al portaavions Clemenceau, sobre una idea de Jacques Séguéla.
Després del gran acolliment per part de crítica i públic d' Elisa (1995), amb Vanessa Paradis i Gérard Depardieu, Becker realitza tres films rodats entorn els mateixos actors, entre els quals es troben Jacques Villeret, Suzanne Flon i André Dussollier: l'aclamada La fortuna de viure (Les Enfants du marais, 1998), Un crime au paradis (2000), inspirada en l'obra de Sacha Guitry La Poison (1951), i Effroyables jardins (2003) a partir del llibre homònim de Michel Quint.
Ha dirigit a Daniel Auteuil i Jean-Pierre Darroussin en Dialogue avec mon jardinier (2007) en la qual també és guionista. El 2009 va dirigir Les meves tardes amb la Margueritte, rodada al Charente Marítim, amb Gérard Depardieu i Gisèle Casadesus i posteriorment La meva trobada amb la Marilou.
El 2014 va assolir èxit de taquilla amb la crònica hospitalària Bon Rétablissement !, i el 2017 va estrenar Le Collier rouge, adaptació de la novel·la homònima de Jean-Christophe Rufin.

## Temàtica
Una constant en les seves pel·lícules és mostrar la França no parisenca, ja siguin ciutats petites, rurals o marítimes. Una secció definida per "la bona gent" i la "vella França", generalment menyspreada al cinema. Això és criticat per un sector de la crítica, inclòs el lloc Critikat, que hi veu una nostàlgia pel passat i fantasiejat amb una bretxa París / Província.

## Filmografia

### Director

#### Curtmetratges
- 1991: Contre l'oubli, curtmetratge col·lectiu
- 1963 : Signé Berthe et Blanche

#### Llargmetratges
- 1961: Un home anomenat La Rocca
- 1964: Échappement libre
- 1965: Pas de caviar pour tante Olga
- 1966: Tendre Voyou
- 1983: L'Été meurtrier
- 1995: Élisa
- 1999: La fortuna de viure
- 2001: Un crime au Paradis
- 2003: Effroyables Jardins
- 2007: Dialogue avec mon jardinier
- 2008: Deux jours à tuer
- 2010: Les meves tardes amb la Margueritte
- 2012: La meva trobada amb la Marilou
- 2014: Bon Rétablissement !
- 2018: Le Collier rouge

#### Televisió
- 1965: Les Saintes chéries (sèrie)
- 1994: Ne m'appelez pas petite amb Fabrice Luchini i Lio.

### Ajudant de director
- 1954: Touchez pas au grisbi
- 1954: Ali Baba et les quarante voleurs
- 1958: Maxime
- 1958: Montparnasse 19
- 1959: Le Grand Chef
- 1960: Le Trou

## Palmarès

### Distinció
- 1986: César a la millor pel·lícula publicitària pwr Le Clemenceau

### Seleccions i nominacions
- Seleccionat en competició al 36è Festival Internacional de Cinema de Canes per L'Été meurtrier
- Premis César :
  - 1984: Nominat a les categories meilleur film et millor director per L'Été meurtrier
  - 2000: Nominat a les categories millor pel·lícula i millor director per La fortuna de viure
  - 2009: Nominat a la categoria millor adaptació amb Éric Assous i François d'Épenoux per Deux jours à tuer
- Prix Jacques-Prévert du scénario 2009 : Nominat a la categoria d'adaptació amb Éric Assous per Deux jours à tuer